# Willi Cronauer
Wilhelm „Willi“ Cronauer, auch Willy Cronauer (beim Film) (* 3. Juli 1901 in München; † 14. Oktober 1974) war ein deutscher Künstler mit vielseitigen Beschäftigungsfeldern bei Rundfunk, Bühne und Film sowie kurz nach Kriegsende 1945 ein Dokumentarfilmregisseur und bayerischer Kulturpolitiker.

## Leben
Über Cronauers Herkunft und seine frühen Jahre ist derzeit nichts bekannt. Zur Zeit der Weimarer Republik wirkte er beim Bayerischen Rundfunk und machte am 6. April 1932 mit einem Rundfunkinterview, das er mit Ödön von Horváth zum Thema der Definition „Volksstück“ geführt hatte, von sich reden. Im Dritten Reich machte Willi Cronauer aus seiner antifaschistischen Gesinnung keinen Hehl und wurde insgesamt viermal verhaftet. Künstlerisch konnte er im NS-Staat nur sehr unregelmäßig arbeiten. In den Jahren 1936 bis 1942 erhielt Willi Cronauer eine Reihe von kleinen Filmrollen angeboten und spielte Chargen wie Chauffeure, Inspizienten und Verkäufer. In diesen Jahren (rund um 1940) wirkte er auch kurzzeitig als Darsteller am Münchner Volkstheater. Noch vor Kriegsende im April 1945 soll sich Cronauer wagemutig zwischen die Fronten begeben und durch seinen Einsatz die eine oder andere Zerstörung verhindert haben: „Seinem Einsatz ist es zu verdanken, dass die bayerischen Orte Dachau, Gründig und Mitterndorf sowie das KZ Dachau nicht noch wenige Tage vor der Befreiung dem Erdboden gleichgemacht wurden. In Verhandlungen mit dem Kommandanten einer Großkampfbatterie der Wehrmacht hatte er die Verschonung der Orte erreicht.“
Mit dem Zusammenbruch im Jahr 1945 begann Cronauers zweite Karriere, diesmal als Kultur- und SPD-Politiker in München. Seine antifaschistische Vergangenheit ermöglichte ihm rasch einen guten Kontakt zur amerikanischen Besatzungsmacht. Noch im Juni 1945 erlaubten die US-Besatzer, dass Cronauer mit einer 35-mm-Kamera in der Hand die Kriegsschäden Münchens dokumentierte. Als Ergebnis entstand der 67-minütige Stummfilm München 1945. Nahezu zeitgleich, am 3. Juni 1945, ließ man ihn eine neunminütige Dokumentation über die Fronleichnamsprozession in der Münchner Innenstadt anfertigen. Als sich in München allmählich wieder Verwaltungsstrukturen aufbauen ließen, wurde Willi Cronauer zum Oberregierungsrat im bayerischen Kulturministerium berufen und war dort für Theater, Film und Vortragswesen zuständig.
In späteren Jahren geriet SPD-Mitglied Cronauer häufiger über Kreuz mit Freund und Feind. Als Mitglied der Bayerischen Verfassunggebenden Landesversammlung geriet er mehrfach mit Alois Hundhammer, dem Gründer der konservativen CSU, aneinander und schied daraufhin aus dem Staatsdienst aus. Auch mit der eigenen Partei bekam er wegen seiner Nähe zu kommunistischen Widerständlern und Offiziellen Probleme und wurde offensichtlich aus der SPD ausgeschlossen. Dennoch ehrte SPD-Oberbürgermeister Hans-Jochen Vogel Cronauer im Jahr 1961 anlässlich dessen 60. Geburtstags wegen großer Verdienste um die Münchner Stadtkultur. Von 1961 bis 1969 war Cronauer einer von vier Präsidenten der Vereinigung der Verfolgten des Naziregimes (VVN). Cronauer hatte auch eine eigene Theaterspielstätte aus der Taufe gehoben: Er gründete und leitete die Münchner Uraufführungsbühne „Bühne der Zeit“.

## Filmografie (komplett)
als Schauspieler, wenn nicht anders angegeben
- 1936: Die große und die kleine Welt
- 1936: Diener lassen bitten
- 1936: Der lachende Dritte
- 1938: Fahrendes Volk
- 1938: Dreizehn Mann und eine Kanone
- 1940: Feinde
- 1942: Peterle
- 1945: München 1945 (Dokumentarfilmregie)
- 1945: Fronleichnam (Dokumentarfilmregie, Kurzfilm)